# Josef Karl Kern
 Josef Karl Kern (* 17. März 1766 in Waldshut; † 10. Oktober 1852 in Karlsruhe) war ein badischer Jurist und Politiker. 

## Herkunft
Kerns Vater war Kanzleiverwalter in Waldshut. Josef Karl Kern gehörte der römisch-katholischen Kirche an. 

## Leben
Kern studierte Rechtswissenschaften an der Universität Freiburg, wo er 1792 zum Doktor der Rechtswissenschaften (Dr. iur.) promovierte.  Von 1794 bis 1797 betätigte er sich als Advokat. 1807 wurde er Amtmann der Stadt Freiburg, 1810 Regierungsrat in Lörrach und wechselte 1813 in derselben Funktion wieder nach Freiburg. 1820 wurde er Hofgerichtsrat in Meersburg und 1841 Regierungsdirektor in Konstanz. 1844 trat er in den Ruhestand. 

## Politik
Kern gehörte von 1819 bis 1828 und erneut von 1837 bis 1838 sowie 1846 bis 1848 der Zweiten Kammer der Badischen Ständeversammlung an und wurde 1820 sowie 1825 deren Präsident.

## Ehrungen
- 1842 Kommandeurskreuz 2. Klasse des Ordens vom Zähringer Löwen[1]
- 1844 Geheimer Rat 2. Klasse